# Malaya i olympiska spelen
Federationen Malaya deltog vid de olympiska sommarspelen 1956 i Melbourne och 1960 i Rom. Därefter slogs landet ihop med Nordborneo, Sarawak och Singapore och bildade Malaysia och de har därefter tävlat för Malaysia i de olympiska spelen.
Malaya tog inga medaljer vid de två spel som de medverkade i.

## Medaljer
| Guld | Silver | Brons | Totalt antal medaljer |
| ---- | ------ | ----- | --------------------- |
| 0    | 0      | 0     | 0                     |

### Medaljer efter sommarspel
| Spel                                    | Guld | Silver | Brons | Totalt |
| Melbourne 1956 (ryttarspel i Stockholm) | 0    | 0      | 0     | 0      |
| Rom 1960                                | 0    | 0      | 0     | 0      |
| Totalt                                  | 0    | 0      | 0     | 0      |